# PFLAG
PFLAG (rzadko stosowana nazwa: Parents, Families and Friends of Lesbians and Gays) – największa organizacja w Stanach Zjednoczonych zrzeszająca rodziców, rodziny, przyjaciół i sojuszników ludzi, którzy są lesbijkami, gejami, biseksualistami, osobami transpłciowymi i queer, będąca przede wszystkim grupą wsparcia oraz zajmująca się wydawaniem poradników edukacyjnych.
PFLAG ma ponad 500 oddziałów w USA, z około 200 000 członków i sympatyków.
Akronim PFLAG pierwotnie oznaczał dosłownie Rodzice i Przyjaciele Lesbijek I Gejów (Parents and Friends of Lesbians and Gays). W 2014 roku w wyniku głosowania, zmieniono pełną nazwę organizacji na Rodzice, Rodziny i Przyjaciele Lesbijek i Gejów (Parents, Families and Friends of Lesbians and Gays). Skrót PFLAG do 1993 roku zapisywany był jako P-Flag/P-FLAG.

## Historia
W kwietniu 1972 roku działacz gejowski Morty Manford został pobity podczas rozdawania ulotek z okazji pięćdziesięciolecia istnienia grupy parodiowej Inner Circle. Jeanne Manford, matka mężczyzny, pracująca jako nauczycielka edukacji wczesnoszkolnej w szkole podstawowej, mieszkająca na co dzień w nowojorskiej dzielnicy Queens, dowiedziała się o wydarzeniu z rozmowy telefonicznej ze szpitalem, w którym przebywał jej syn. Kobieta napisała list protestacyjny do New York Post o bezczynności policji, w którym przedstawiła się jako matka działacza gejowskiego. Opublikowanie artykułu w gazecie spowodowało, iż Manford udzieliła kilku wywiadów radiowych i telewizyjnych. W następnych tygodniach kobieta odwiedziła parę miast, w których głosiła swoje postulaty dotyczące poprawy stanu bezpieczeństwa osób homoseksualnych. Czasami w spotkaniach towarzyszył jej mąż lub syn.
25 czerwca 1975 roku Morty wraz z matką wziął udział w dorocznym nowojorskim marszu osób LGBT. Jeanne niosła transparent z napisem „Rodzice gejów wspierają swoje dzieci”. Pod wpływem entuzjastycznego przyjęcia, kobieta wpadła na pomysł, by stworzyć organizację, która zrzeszałaby rodziców osób homoseksualnych. Miał to być swojego rodzaju „pomost łączący społeczność gejowską i społeczność heteroseksualną”. Pierwsze formalne spotkanie dla rodziców gejów i lesbijek zostało zorganizowane 26 marca 1973 roku i odbyło się w Metropolitan-Duane Methodist Church w Greenwich Village. W zebraniu uczestniczyło około 20 osób. W ciągu kilku następnych lat, głównie dzięki poczcie pantoflowej, podobne grupy powstawały na terytorium całych Stanów Zjednoczonych. Oferowały bezpieczną przystań i wzajemne wsparcie dla rodziców dzieci homoseksualnych. W 1979 roku przedstawiciele wszystkich grup, rozsianych po całym kraju, spotkali się po raz pierwszy w Waszyngtonie na Narodowym Marszu na rzecz Praw Gejów i Lesbijek (National March on Washington for Lesbian and Gay Rights), reprezentując rodziców osób homoseksualnych.
W 1980 roku PFLAG, wtedy znany jako Parents FLAG, zaczęła rozpowszechnianie informacji dla instytucji edukacyjnych i wspólnot religijnych w całym kraju. PFLAG była jedną z nielicznych wtedy organizacji, która udzielała rzetelnych i prawdziwych informacji na temat homoseksualizmu. Stała się głównym źródłem wiadomości o gejach i lesbijkach dla ogółu społeczeństwa. Popularny kącik porad „Dear Abby” na początku lat 80. zamieścił informację na temat PFLAG, w której zachęcał rodziców i przyjaciół osób homoseksualnych, by ubiegali się o członkostwo w organizacji. Stowarzyszenie nie spodziewało się tak dużego odzewu. W ciągu kilku dni PFLAG otrzymała ponad 7500 listów z różnymi zapytaniami od Amerykanów, głównie dotyczących sfery zdrowotnej i bezpieczeństwa osób homoseksualnych. W 1981 roku członkowie PFLAG postanowili założyć ogólnokrajową organizację. Połączono wszystkie lokalnie działające grupy w jedną. Pierwsze oficjalne biuro PFLAG powstało w Los Angeles, jego założycielem i pierwszym prezesem była Adele Starr. W kolejnych latach organizacja zaczęła również zrzeszać rodziców osób biseksualnych, mających problemy z identyfikacją tożsamości płciowej oraz trans płciowej (1998). W 2013 roku odsłonięto w Greenwich Village tablicę z brązu, która upamiętnia fakt, że pierwsze spotkanie grupy PFLAG odbyło się w kościele w 1973 roku.

## Gala Straight for Equality
Od 2009 roku PFLAG organizuje corocznie galę wręczenia nagród Straight for Equality dla sojuszników na rzecz równouprawnienia osób LGBT. Nagrodę zdobyli m.in. pionierzy praw obywatelskich: Maya Angelou i Johnnetta B. Cole, piosenkarka Liza Minnelli, aktorzy: Patrick Stewart, Sigourney Weaver, Rosie Perez, Audra McDonald, Will Swenson, sportowcy: Brendon Ayanbadejo, Scott Fujita, Chris Kluwe i Hudson Taylor; autorzy: Charlaine Harris, John Irving, pastor Jay Bakker, a także międzynarodowe przedsiębiorstwa: IBM, KPMG, MetLife, Sodexo oraz Whirlpool.

## PFLAG w kulturze popularnej
- Organizacja obecna jest w telewizyjnym filmie fabularnym o tematyce LGBT z 2009 roku „Modlitwy za Bobby’ego”[13].
- W amerykańskiej wersji serialu o tematyce LGBT Queer as Folk, postacie Debbie Novotny i Jennifer Taylor są członkiniami stowarzyszenia. Jennifer dołącza do grupy, kiedy dowiaduje się, że jej syn jest gejem[14].
- W amerykańskim serialu Degrassi, w 2010 roku, gdy pojawiła się postać transseksualisty, stowarzyszenie zaoferowało widzom dostęp do stron internetowych z informacjami na temat zagadnień trans[15].